# (33919) 2000 LV19
2000 LV19 (asteroide 33919) é um asteroide da cintura principal. Possui uma excentricidade de 0.20544010 e uma inclinação de 11.07979º.
Este asteroide foi descoberto no dia 8 de junho de 2000 por LINEAR em Socorro.